# Ах, този джаз
„Ах, този джаз“ (на английски: All that jazz) е американски музикален филм от 1979 г. с режисьор Боб Фоси. Филмът е носител на Оскар и Златен глобус. В него главният герой е хореограф и театрален режисьор, който се опитва да подготви ново шоу за Бродуей, но години на тежка сценична работа, стрес, секс, пиене и наркотици са изтощили тялото му до такава степен, че се налага спешна сърдечна операция, след което той преминава през различни фази, усещайки близката смърт. Фантазиите му преминават в халюцинации и филмът завършва с видението на ангела на смъртта (Джесика Ланг).

## Културно послание
„Ах, този джаз“ разкрива модерната епоха на мюзикълите. Работохоликът се сблъсква с реалността на семейството и родителските отношения. Изкуството му го среща с онези вътрешни раздвоения, които са разкрити по нетипичен и оригинален начин чрез силата на музиката, танца и представата за красивата дама – смъртта, предразполагаща героя към психологически обстоен анализ на отношенията му с околните. Диалогът със Смъртта протича през повтарящата се репетиция на комик от въображаем бъдещ шедьовър, в който се разкриват пет състояния при срещата с нея – гняв, отричане, пазарлък, депресия и приемане.
Режисьорът представя пред зрителя и света на хората, финансиращи музикалния проект. Със скъсените графици, планове и чудовищни сметки те поставят хореографа в невъзможна ситуация. Задкулисните игри с таланта и здравето на твореца герой на филма, не са художествена измислица. Наблюдавайки този жесток сблъсък, за който иначе не би подозирал, зрителят осмисля цената на модните реклами и зрелища в развлекателния бизнес.
„Ах, този джаз“ е мюзикъл с неповторима сила. Ясната граница между живота и смъртта, която всеки трябва да види сам за себе си преди последния си дъх, молбата към Смъртта за втори шанс, за да осмисли човек истинския си живот, е дилема на съвременния човек. Да създаде реалистичен филм и да спази жанровите условия при комерсиалното шоу, е сложната дилема, която режисьорът решава посредством тази своя творба.
Съдбата на главния герой от филма се повтаря почти паралелно в реалния живот на Боб Фоси. Седем години след излизането на филма му на екран той умира от инфаркт, навършил 60 години, по време на работа.

## В ролите
| Актьор            | Роля             |
| ----------------- | ---------------- |
| Рой Шайдър        | Джо Гидеон       |
| Джесика Ланг      | ангел Анджелика  |
| Лиланд Палмър     | Одри Перис       |
| Ан Райнкинг       | Кейт Джагър      |
| Клиф Горман       | Дейвис Нюман     |
| Бен Верин         | О'Конър          |
| Елизабет Фьолди   | Мишел Гидеон     |
| Майкъл Толан      | доктор Белинджър |
| Макс Райт         | Джошуа Пен       |
| Уилям ЛеМасена    | Джонеси Хечт     |
| Айрин Кейн        | Лесли Пери       |
| Джон Литгоу       | Лукас Серджант   |
| Си Си Ейч Паундър | медсестра Блейк  |

## Награди

### „Оскар“
Филмът печели 4 награди „Оскар“:
- Най-добър художник-постановчик – Филип Розенберг, Тони Уолтън, Едуард Стюард, Гари Дж. Бринк
- Най-добри костюми – Албърт Уолски
- Най-добър звуков монтаж – Алън Хайм
- Най-добра музикална адаптация – Ралф Бърнс